# Fernandino
Fernandinos ist die Bezeichnung für mehrere, multi-ethnische Kreolen-Bevölkerungsgruppen, die in den Kolonien von Äquatorialguinea und dem ehemaligen Spanisch-Guinea entstanden sind. Ihr Name wird von ihrer Hauptherkunft, der Insel Fernando Pó (Bioko) abgeleitet. Diese Insel wiederum war nach dem portugiesischen Seefahrer Fernão do Pó benannt, der sie entdeckt haben soll. Die Gruppen werden je nach Herkunft auch als Bubi oder Krio Fernandinos angesprochen.

## Hintergrund
Jede Population hatte unterschiedliche ethnische, soziale, kulturelle und linguistische Hintergründe. Die Ahnen dieser Gemeinschaft wurden in den 1880ern und 1890ern nach Bioko gebracht um den Großteil der Arbeit in den Kakao-Plantagen auszuführen. Die Vorfahren wurden dazu aus Sierra Leone (Krio-Volk, Freetown), von Cape Coast und Lagos (Saros-Volk; Nigeria) geraubt. Durch Verbindungen zwischen den so genannten Bubi-Frauen und den spanischen Männern wurden Mulatten-Kinder geboren. Diese gehörten später zur Klasse der Emancipados (Freigelassene), auch wenn viele Kinder aus solchen Verbindungen ohne Vater aufwuchsen. Nur wenige Paare heirateten nach römisch-katholischem Recht. Meistens waren es die Bubi-Frauen, die ihre gemischtrassigen Kinder erzogen und so wurden die Kinder als Bubi angesehen.
Auch die portugiesisch-afrikanisch gemischten Mulatten von São Tomé und Príncipe wurden teilweise als „Fernandinos“ bezeichnet, da diese Inseln ebenfalls von Fernão do Pó entdeckt worden waren. Die Nachkommen dieser Mulatten verschmolzen zu den verschiedenen Gruppen der Fernandinos. Im heutigen Bioko gibt es nur noch marginale Unterschiede zwischen den Gruppen.

### Sprache
Ursprünglich sprachen die Fernandinos Äquatorialguineisches Spanisch, Französisch, Bube und Formen des Pidgin-Englisch, das so genannte Pichinglis (Fernando-Po-Kreolische Sprache). Dieses Pichinglis kam durch Efik-Siedler aus dem Akwa Akpa Staat (in der Kolonialzeit als „Calabar State“ bekannt) in Nigeria nach Fernando Pó. Die Sprache diente als Handelssprache und variierte je nach Region. In der Zeit der Diktatur Francos wurden diese Kreolen-Dialekte stigmatisiert und unterdrückt.

### Religion
Viele Bubi in Bioko traten zum katholischen Christentum über und die Mulatten-Bevölkerung wurde hauptsächlich als Katholiken erzogen.

## Krio Fernandinos
Die so genannten „Krio Fernandinos“ aus Äquatorialguinea waren Abkömmlinge von englischsprachigen freigelassenen Sklaven aus Stämmen aus Sierra Leone (Krio) und Liberia. Krios sind dementsprechend Nachfahren von Farbigen, die aus London, der Karibik und aus Nova Scotia im späten 18. Jahrhundert und frühen 19. Jahrhundert nach Sierra Leone umgesiedelt wurden. Einige von ihnen waren ehemalige Sklaven in den Vereinigten Staaten, die von den Briten nach dem Amerikanischen Unabhängigkeitskrieg befreit worden waren. Sie mischten sich mit Afrikanern, die nach 1808 von britischen Militärs vor dem illegalen Sklavenhandel bewahrt worden waren.
In separaten Bewegungen emigrierten Gruppen freigelassener „African Americans“ nach Liberia und gründeten, unterstützt von der American Colonization Society die US-Kolonie in Westafrika. Auch sie mischten sich mit den Afrikanern, die aus dem Sklavenhandel an der Westküste von Afrika befreit worden waren.
Dann wurden Arbeiter von Sierra Leone und hauptsächlich Liberia als Arbeitskräfte nach Bioko verfrachtet. Als englischsprechende Menschen mit einiger anglizistischen Kultur, wurden sie eine treibende Kraft in der Entstehung einer lokalen Gesellschaft und Wirtschaft und übernahmen Führerrollen. Sie hatten jedoch anfangs die Tendenz innerhalb ihrer Gruppierung zu heiraten, da sie sich als separat betrachteten, gegenüber den lokalen, weniger Gebildeten und freigelassenen Eingeborenen. Dennoch vermischten sich die Krios letztlich mit den Einheimischen und Krio-Frauen und Kinder nahmen die Namen der eingeborenen Familien an.
Die Krios kamen ab 1827 nach Fernando Po, ein Jahr nachdem Großbritannien die Insel für 50 Jahre gepachtet hatte. Sie gehörten zu einem Zustrom von mehreren hundert freigelassenen kreolischen Immigranten afrikanischer Herkunft von Cape Coast (Ghana) und anderen Gruppen aus britischen Kolonien in Afrika. Diese Krios siedelten sich vornehmlich am Hafen an, in einem Gebiet, das als Clarence Cove bezeichnet wird. Die ersten Einwohner erwarben Wohngebäude für $3.000 bis $5.000, zusammen mit einer Handvoll von Eigentümern großer Plantagen, die durch Kakaohandel und Yamsanbau ihr Vermögen gemacht hatten. Diese Bereiche wurden jedoch hauptsächlich von englischen und spanischen Fabrikbesitzern kontrolliert. Eine britische Geschichte aus dem 19. Jahrhundert charakterisierte die Krios als bekannt für ihre Gelehrsamkeit und ihren Geschäftssinn („intelligence, thrift, and industry“). Einige parteiische Schreiber führten dies auf ihre teilweise europäischen Vorfahren zurück.

### Heirat
Die Gruppe war eng verwandt mit anderen kreolischen Gemeinschaften im West-Zentral-Afrikanischen Freetown, Cape Coast und Lagos. Endogamie war sehr verbreitet und Familien suchten Familienverbindungen untereinander um Grundbesitz und soziale, sowie geschäftliche Allianzen außerhalb der Insel zu erhalten und auszubauen. Daher waren bis ins 20. Jahrhundert Ehen mit Nicht-Kreolen, so genannte bush marriages (Busch-Ehen), vor der Kirche oder in Besitzansprüchen ungültig. Sie wurden allerdings sozial anerkannt.

### Kultur
Krio Fernandinos waren hauptsächlich englischsprachig und protestantisch, sowie auch kulturell ein Ableger des britischen Westafrika. Sie wurden teilweise als höchst xenophob charakterisiert. Ein berühmtes Beispiel dafür war ein Krio Fernandino Henry Hugh Gardner, Sohn eines schottischen Vaters. Er wurde von spanischen Polizisten zusammengeschlagen, nachdem es seine Frau erschlagen hatte, Victoria Castellanos, eine afrikanisch-katholische Frau von kameruner Herkunft. Auf Geheiß seiner Mutter weigerte sich Gardner, Castellanos zu ehelichen, weil sie eine religiöse Konversion verweigerte. Sie begann daraufhin eine Liaison mit einem katholischen Konvertiten, was Gardner außer sich brachte.
Krio Fernandinos waren anfangs unbeeindruckt und uninteressiert an der spanischen Herrschaft. Im späten 19. Jahrhundert, als der spanische kulturelle und religiöse Einfluss auf der Insel wuchs, öffneten sich die Krio Fernandinos jedoch, um ihr politisches und wirtschaftliches Überleben zu sichern.

### Sprache
Durch die Generationen erhielten die Fernandinos ihre Kreolsprache, das Fernando Poo Creole English. Krio Fernandinos waren ausschließlich um Malabo ansässig. Auch wenn sie eine bestimmte ethnische Gruppierung in Äquatorialguinea darstellen, wird der Pidgin-Dialekt nur in sechs Ortschaften gesprochen: Musola, Las Palmas, Sampaca, Basupu, Fiston und Balveri de Cristo Rey. 1998 wurde geschätzt, dass es ca. 5.000 Sprecher gab. Etwa ein Fünftel der 5.000 Sprecher haben dabei Creole English als Muttersprache. Bis zu 70.000 Equatoguineans können sie als Handelssprache benutzen. Im 21. Jahrhundert verschmolzen Fernando Poo Creole English und Pichinglis in einen Dialekt.

### Religion
Der Hauptteil der Krio Fernandinos sind Christen. Krios haben zur Ausbreitung der protestantischen Kirchen in Bioko beigetragen, wobei Nachkommen spanischer Vorfahren eher katholisch sind.

### Bekannte Krio Fernandino-Familien
Allen: Henry Enrique Allen
Balboa: Juan Balboa Boneke; Manuel Balboa
Barber: Kenneth Barber
Barleycorn: Edward Barleycorn; Edward Emilio Barleycorn; Edward Thaddeus Barleycorn Barber (Doktor, Prediger und Barbier); Gertrude Johnson Barleycorn; Jeremias Barleycorn (Bürgermeister von Santa Isabel); Napoleon Barleycorn; William Barleycorn
Coker
Collins
Davis: David Davis (Handballspieler)
Dougan: Joseph Dougan, Patriarch der Dougan family (La Casa Teodolita 1902) in Malabo (Santa Isabel) in Equatorial Guinea.; Teófilo Jorge Dougan Kinson, Sohn von Joseph Dougan und Mariana Kinson-Bishop Er studierte in Spanien und war der erste Äquatorialguineer, der Anwalt wurde. Er starb in Barcelona in den frühen 1960ern; Joseph Walterio Dougan Kinson, ebenfalls ein Sohn von Joseph Dougan und Mariana Kinson-Bishop, studierte am Fourah Bay College in Freetown, Sierra Leone und später Landwirtschaft in Spanien. Er wurde ein bedeutender Politiker und Diplomat von Äquatorialguinea, Botschafter der Republic of Equatorial Guinea unter anderem für die Organisation of African Unity. Er war Minister of Justice, bevor er ins Exil ging. Er starb im Exil in Nigeria 1984; Jose Domingo Dougan Beaca, Sohn von Joseph Walterio Dougan Kinson, studierte in Italien und der Schweiz, wurde ein Chefdiplomat der United Nations auf dem Posten des Coordinator Head of the Latin America and Caribbean Unit. Später diente er als Head of the Anti-Discrimination Unit of the Human Rights High Commissioners office in Genf. Er ist Vizepräsident der World Organisation Against Torture; Angel Serafin Seriche Dougan Malabo, Sohn von Teofilo Dougan Kinson, Diplomat und Mitglied der Regierung von Äquatorialguinea; José Dougan Chubum, Sohn von Joseph Okori Dougan Kinson, Pilot mit einem Studienabschluss für Recht in Kuba; Eleanor Sono Dougan Ngongolo, Tochter von Joseph Okori Dougan Kinson; Ana María Dougan Thomson, Tochter von Teófilo Jorge Dougan Kinson, verheiratet mit Román Boricó Toichoa, dem späteren Industrieminister im Autonomous Government (1964–1968).
Fergusson: William Fergusson Nicol
Johnson
Jones: Maximiliano Jones, Farmer und Millionär; Miguel Jones, spanischer Fußballer; Wilwardo Jones, Mayor von Santa Isabel in den 1960ern; Alfredo Jones, Agronom und Spanischer Consul in Calabar in den 1960ern
Kinson: Samuel Kinson
Knox: J. W. Knox
Niger: Daniel Niger
Thompson: Theophilo Thompson
Vivour: Amelia Barleycorn Vivour; William Vivour
Willis: Catherine (Catalina) Willis